# Stosstrupp farkasfalka
A Stosstrupp farkasfalka a Kriegsmarine tengeralattjárókból álló, második világháborús támadóegysége volt, amely összehangoltan tevékenykedett 1941. október 30. és 1941. november 4. között az Atlanti-óceán északi részén, főleg Írországtól nyugatra, Grönlandtól dél-délkeletre. A Stosstrupp (Rohamcsapat) farkasfalka hat búvárhajóból állt, amelyek két hajót süllyesztettek el. Ezek összesített vízkiszorítása 7188 brt volt. A tengeralattjárók nem szenvedtek veszteséget.

## A farkasfalka tengeralattjárói
| A hajó száma | Parancsnoka                  | Részvétel kezdete | Részvétel vége    |
| ------------ | ---------------------------- | ----------------- | ----------------- |
| U–96         | Heinrich Lehmann-Willenbrock | 1941. október 30. | 1941. november 4. |
| U–133        | Hermann Hesse                | 1941. október 30. | 1941. november 4. |
| U–552        | Erich Topp                   | 1941. október 30. | 1941. november 4. |
| U–567        | Engelbert Endrass            | 1941. október 30. | 1941. november 4. |
| U–571        | Helmut Möhlmann              | 1941. október 30. | 1941. november 4. |
| U–577        | Herbert Schauenburg          | 1941. október 30. | 1941. november 1. |

## Elsüllyesztett hajók
| Dátum             | A búvárhajó száma | A hajó neve       | Nemzetisége      | Vízkiszorítása | Konvoj |
| ----------------- | ----------------- | ----------------- | ---------------- | -------------- | ------ |
| 1941. október 31. | U–96              | Bennekom          | Hollandia        | 5998           | OS–10  |
| 1941. október 31. | U–552             | USS Reuben James* | Egyesült Államok | 1190           | HX–156 |

* Hadihajó